# James C. Liao
Liao Junzhi (James C. Liao), é um químico taiwanês nascido na cidade de Kaohsiung. Foi eleito como o 30º Acadêmico da Academia Sinica da República da China em 2014, e e eleito como um acadêmico da Academia Nacional de Ciências dos Estados Unidos em 2015. Aprovado pelo Presidente como o oitavo reitor da Academia Sinica em 2016, Liao Junzhi voltou a Taiwan para assumir. Foi eleito membro da Academia Mundial de Ciências em 2020.